# Галатский монастырь
Галатский монастырь, монастырь Галата (рум. Mănăstirea Galata) в честь Вознесения Господня и святого апостола Иакова — женский (ранее — мужской) монастырь Ясской архиепископии Румынской православной церкви в городе Яссы. Монастырь расположен на юго-западной стороне города на Галатском холме и имеет важное оборонительное значение. Название монастыря, скорее всего, произошло от названия константинопольского района Галата.

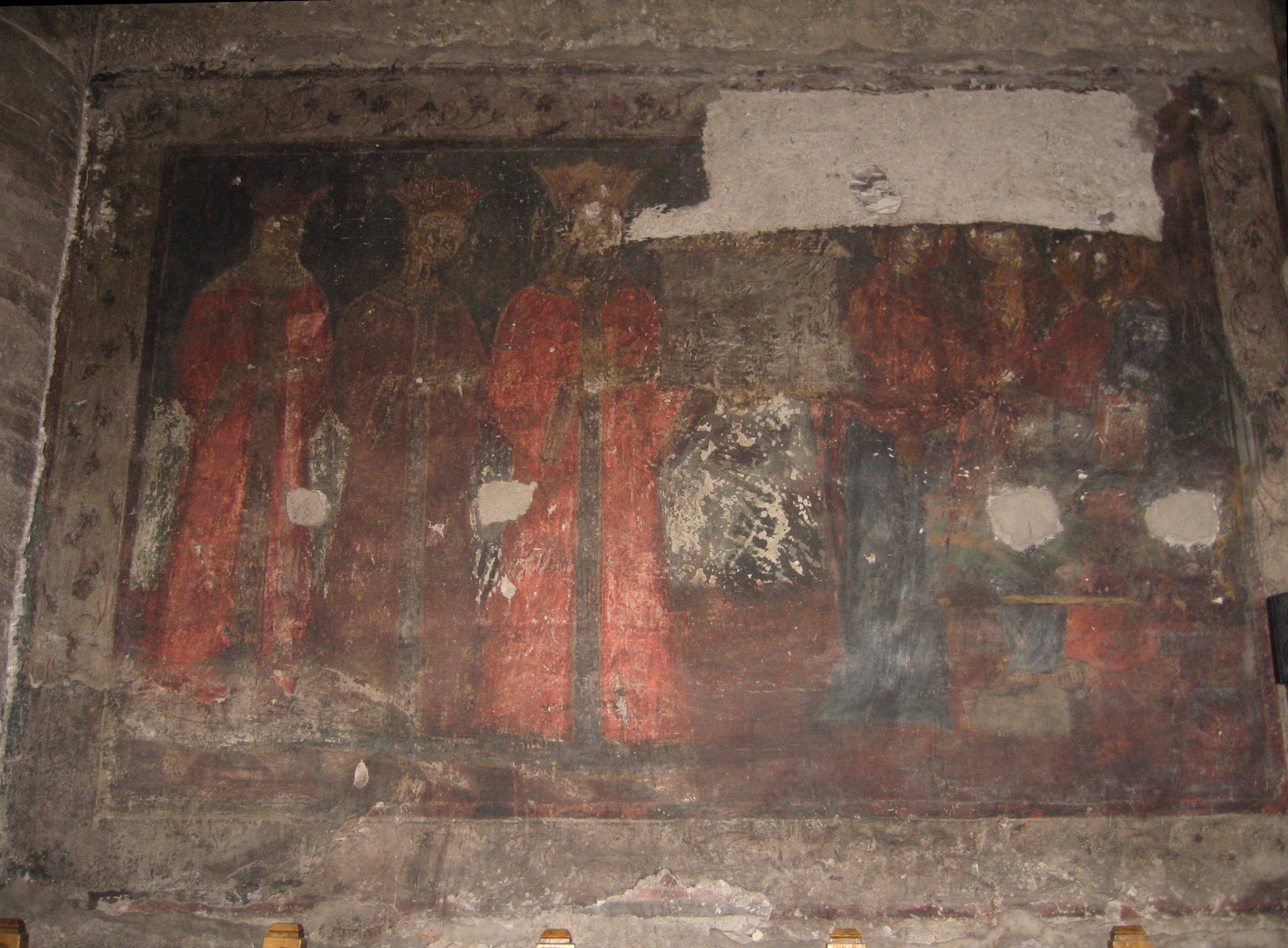
Фреска с изображением Петра Хромого, его жены Марии и дочери Марии

Во время правления молдавского господаря Петра VI Хромого (1574—1579) у подножия Галатского холма была построена церковь, известная как Нижняя Галата, но когда уже заканчивалась роспись церкви, она была разрушена оползнем. От неё сохранился только колокол с надписью 7087 (1579) 25 марта. Пётр VI Хромой, вернувший власть в 1582 году, был расстроен разрушением церкви и пригласил мастеров из Мунтении. Вместе с молдавскими мастерами они разработали проект новой церкви на холме, опиравшуюся на контрфорсы и имевшую массивную углублённую в землю стену перед алтарём. Строительство, начатое в 1582 году, завершилось освящением в 1584 году. Наряду с церковью построен корпус келий, дом настоятеля, трапезная, кухня, архондарик, а также дом для господаря. Монастырь был обнесён крепостной стеной.
Проект монастыря доказал свою надёжность и стал образцом для Ароновской церкви (1504), церкви Драгомирненского (1608—1609) и Трёхсвятительского монастыря (1639).

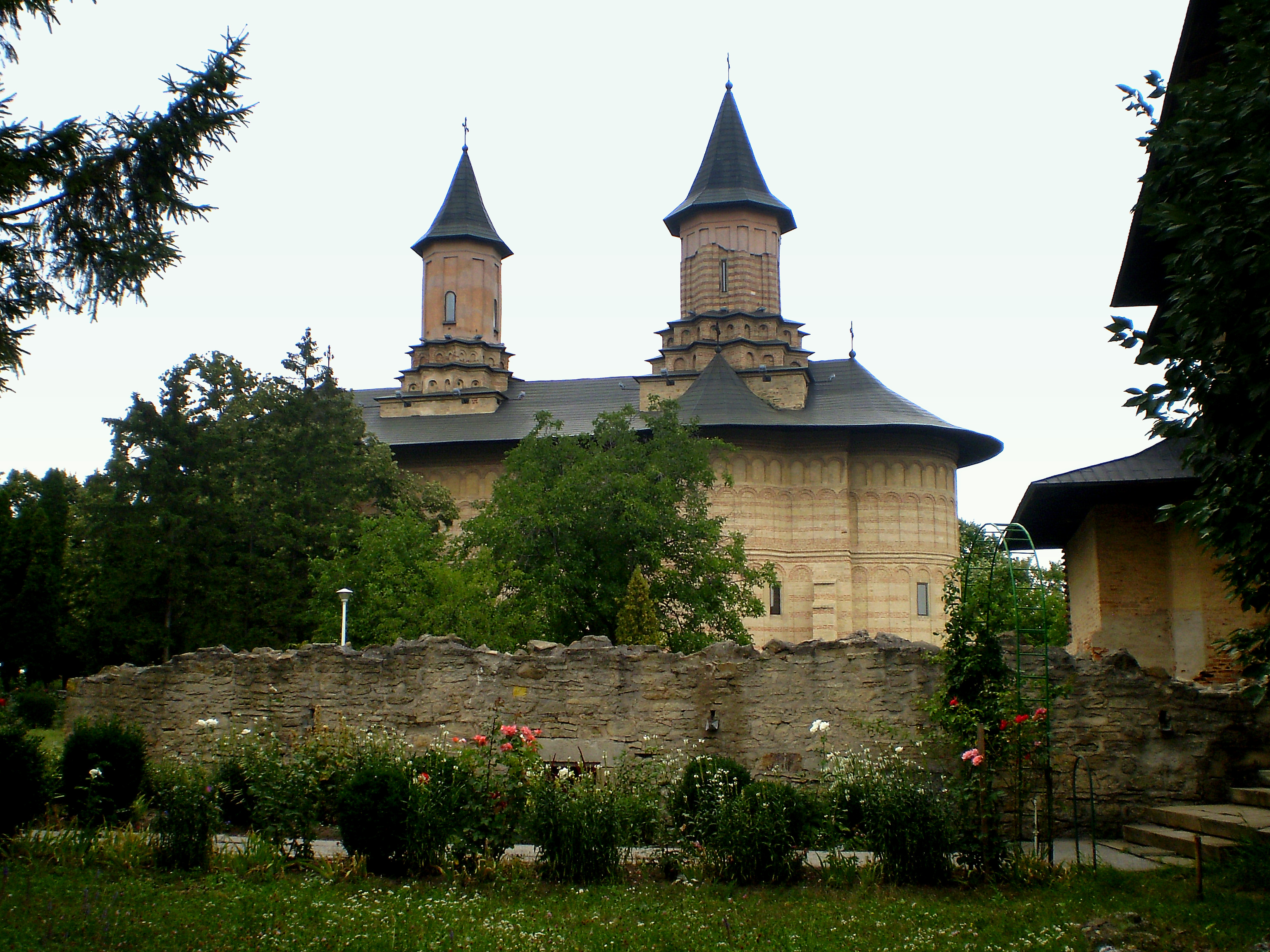
Вознесенская церковь — соборный храм монастыря

Первым настоятелем монастыря был Анастасий, упомянутый в грамоте 28 января 1588 года. Затем игуменом монастыря был Паисий, в 1645 году избранный патриархом Иерусалимским. В 1735 году настоятелем был Нектарий, собиравший деньги на восстановление монастырских стен. 19 октября 1762 года монастырь страдает от пожара, уничтожившего иконостас, убранство и богослужебную утварь. Помощь в восстановлении оказал господарь Григорий Каллимаки. В 1765 году господарь Григорий Александр Гика приказывает снести обветшалый господарский дом. В 1799 году господарь Константин Ипсиланти строит в монастыре новый дворец и деревянный мост через Бахлуй для облегчения проезда к нему. В 1814 году дворец уничтожен пожаром. В 1821 году в монастыре некоторое времая располагался штаб руководителя «Филики Этерия» Александра Ипсиланти.
Монашеская жизнь начинает приходить в упадок после того как в 1618 году господарь Раду Михня подарил его храму Гроба Господня в Иерусалиме. Греческие насельники, уезжая, увозили с собой всё ценное, поэтому несмотря на помощь господарей, монастырь оставался нищим. Настоятелями и монахами в монастыре были греки. Начиная с XVIII века они держали одного молдавского священника для контактов с туземцами. Сначала это был отец Димитракий, умерший в 1800 году. Затем эта должность перешла его сыну и передавалась по наследству. В 1864 году не имевший сына отец Георгий передал её своему зятю Костаке. После его смерти в 1893 году должность занял отец Константин Гаука. С 1914 по 1957 год хранителем монастыря был отец Фабиан Ботнареску.
В 1863 году секуляризирован. С 1863 по 1923 годы в монастырских стенах располагалась военная тюрьма. Монастырские постройки в первой половине XX века постепенно ветшали, а затем в 1940 году пострадали от разрушительного землетрясения. В 1944 году появились дополнительные разрушения, вызванные боевыми действиями. Оставшиеся постройки использовались в качестве жилья. С 1961 по 1971 год проведена реставрация, но 4 марта 1977 года снова произошло землетрясение, потребовавшее нового ремонта. В коммунистический период монастырская церковь была действующий приходской. После 1990 года, по благословению митрополита Молдавского и Буковинского Даниила, монастырь возрождён как женский.